# Gianni Agnelli
Giovanni "Gianni" Agnelli (Turim, 12 de março de 1921 — Turim, 24 de janeiro de 2003) foi um empresário italiano e principal acionista da Fiat.

## Vida
Como chefe da Fiat, ele controlava 4,4% do PIB da Itália, 3,1% de sua força de trabalho industrial e 16,5% de seu investimento industrial em pesquisa. Ele foi o homem mais rico da história italiana moderna.
Agnelli era considerado como tendo um senso de moda impecável e ligeiramente excêntrico, que influenciou a moda masculina italiana e internacional. Agnelli recebeu a condecoração Cavaleiro da Grande Cruz da Ordem do Mérito da República Italiana em 1967 e a Ordem do Mérito do Trabalho (Cavaliere del lavoro) em 1977. Após sua morte em 2003, o controle da empresa foi gradualmente passado para seu neto e herdeiro escolhido, John Elkann.